# Keiko Saito
Keiko Saito (斉藤 圭子 Saito Keiko?), är en japansk tidigare fotbollsspelare.
Keiko Saito debuterade för japans landslag den 17 oktober 1984 i en 0–6-förlust mot Italien. Hon spelade 3 landskamper för det japanska landslaget.